# 방진 (전한)
방진(龐眞, ? ~ ?)은 전한 말기의 관료로, 자는 치손(穉孫)이며 경조윤 두릉현(杜陵縣) 사람이다.

## 행적
영시 3년(기원전 14년), 하내태수에서 좌풍익으로 승진하였다.
원연 원년(기원전 12년), 소부로 전임되었다.
수화 원년(기원전 8년), 정위로 전임되었다.
건평 원년(기원전 6년), 장신소부로 전임되었다.

## 출전
- 반고, 《한서》 권19하 백관공경표 下

| 전임 주박 | 전한의 좌풍익 기원전 14년 ~ 기원전 12년 | 후임 서양 |

| 전임 허상 | 전한의 소부 기원전 12년 ~ 기원전 8년 | 후임 가연 |

| 전임 공광 | 전한의 정위 기원전 8년 ~ 기원전 6년 | 후임 양상 |